# Najibullah Quraishi
Najibullah Quraishi es un periodista y cineasta afgano.

## Trayectoria
Trabajó como periodista y presentador de radio y televisión en Afganistán durante diez años y tiene un título de periodista. Najibullah es investigador en jefe en Clover Films para proyectos en Asia y en los estados árabes. Ha trabajado con Jamie Doran en el rodaje de Afghan Massacre: The Convoy of Death, Afghanistan: Behind Enemy Lines, y The Dancing Boys of Afghanistan. Desde 2002 ha estado viviendo en el Reino Unido y es ganador de los premios Rory Peck Award, the Sony International Impact award y el Amnesty International Media Award de amnistía internacional por su trabajo.
Najibullah Quraishi es un periodista afganobritánico. Su carrera profesional inició en Afganistán, donde trabajó como productor, reportero y presentador para un programa social de televisión semanal llamado Shahr-e ma, Khana-e ma (Nuestra Ciudad, Nuestra Casa) durante 10 años antes de mudarse al Reino Unido y participando en Clover Films en 2002. Después de su colaboración exitosa en la película Afghan Massacre: Convoy of Death, en el mismo año ganó el Rory Peck Award y el Sony International Award por una película sobre la SAS en Afganistán.
Desde su ingreso a Clover Films, donde trabajó como director reportero y camarógrafo así como también de investigador en jefe para películas documentales en Asia y países árabes, produjo un total de seis películas y ganó algunos premios incluyendo el premio Alfred I. duPont–Universidad de Columbia 2011 (considerado el «Pulitzer de los presentadores», otorgado por la Graduate School of Journalism, Universidad de Columbia); el History Makers Award 2011 por el ‘mejor documental de actualidad’; entre otros.
Sus trabajos más recientes fueron The Dancing Boys of Afghanistan, una serie de películas para WNET/Wide Angle (women in war and peace); Behind Taliban Lines, Fighting for Osama, y Opium Brides (emitido el 3 de enero de 2012 de PBS Frontline).